# Mercedes-Benz 300 SL
Mercedes-Benz 300 SL är en sportbil, tillverkad av den tyska biltillverkaren Mercedes-Benz mellan augusti 1954 och februari 1963.

## Bakgrund (W194)
Mercedes-Benz återvände till bilsporten i början av 1950-talet. Men resurserna var knappa och man fick göra det bästa av vad som fanns på lagerhyllorna. Företagets största modell, 300, fick bistå med motor och drivlina. Men den tunga treliterssexan var inte byggd för höga effekter och varvtal och Mercedes satsade därför på långdistanstävlingar där pålitlighet skulle visa sig vara avgörande. För att hålla nere vikten placerade man drivlinan i en lätt rörram. Detta gjorde att man inte kunde använda konventionella dörrar på den täckta karossen. Istället använde man så kallade måsvingedörrar. Bilen debuterade säsongen 1952 och gjorde succé, med vinster i Le Mans, Nürburgring och Carrera Panamericana. Den var inte lika snabb som konkurrenterna, men till skillnad från dessa kom den i mål utan problem. Efter denna enda säsong drog sig Mercedes tillbaka från sportbilsracing och koncentrerade sina resurser på att ta fram formel 1-vagnen W196 till säsongen 1954.
Redan 1952 började Max Hoffman, Mercedes generalagent i New York, att pressa på fabriken att bygga en landsvägsversion av tävlingsbilen. Ledningen hade svårt att inse det kommersiella värdet av en sådan modell, men ändrade sig när Hoffman lade en beställning på ett tusen bilar. Två år senare stod en civiliserad 300 SL klar för försäljning.

## Coupé
På bilsalongen i New York 1954 visade Mercedes-Benz en landsvägsversion som egentligen inte hade mer än grundidén gemensam med tävlingsbilen. Ramen fick konstrueras om för att få plats med större dörrar. Dessa var fortfarande fästa i taket och öppnades uppåt, vilket gav upphov till bilens smeknamn ”Måsvingen”. Karossen var också ny och betydligt mer linjeskön än den resultatinriktade tävlingskarossen. Motorn hade försetts med direktinsprutning och var därigenom starkare än tävlingsmotorn. Bilen såldes med flera olika bakaxelutväxlingar, beroende på om kunden var ute efter hög toppfart eller snabb acceleration. Karossen var av stål, men dörrar, motorhuv och bagagelucka var gjorda av aluminium, för att hålla ner vikten. Från 1956 kunde man beställa en lättviktsversion med hela karossen i aluminium. Mercedes byggde 29 sådana bilar. Med 300 SL hade Mercedes-Benz visat sitt kunnande och skapat en klassisk sportbil som inte stod konkurrenterna efter på någon punkt.
Mellan augusti 1954 och maj 1957 byggdes 1 400 exemplar.

## Roadster
Trots att Måsvingen var en av sin tids mest kapabla sportbilar, hade den några svaga sidor. Dörrarna gjorde att den var svår att kliva in i, speciellt med tanke på att kunderna oftast var välbeställda äldre herrar med mer rondör än akrobatiska färdigheter. Väl på plats var ventilationen undermålig, eftersom dörrkonstruktionen inte tillät öppningsbara sidofönster. Den dubbelledade pendelaxeln gjorde bilen svårkörd, med kraftig överstyrning som resultat, och trumbromsarna höll inte måttet för en bil med 300 SL:s prestanda. Detta åtgärdades dock när efterträdaren 300 SL Roadster presenterades 1957. Med en öppen kaross kunde ingen längre klaga på ventilationen och bilen var nu försedd med konventionella dörrar. Bakvagnen hade nu en enkelledad pendelaxel som gav mer lättförutsedda vägegenskaper. Däremot dröjde det till mars 1961 innan bilen fick effektivare skivbromsar.
Mellan februari 1957 och februari 1963 byggdes 1 858 exemplar.

## Motor
| Modell | Motor                    | Cylindervolym | Effekt | Bränslesystem           |
| ------ | ------------------------ | ------------- | ------ | ----------------------- |
| 300 SL | M198: 6-cyl radmotor ohc | 2996 cm³      | 215 hk | Bosch direktinsprutning |

## Bilder

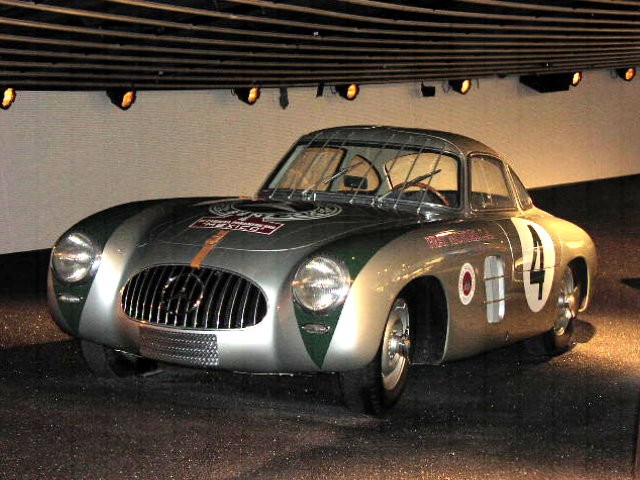
W194
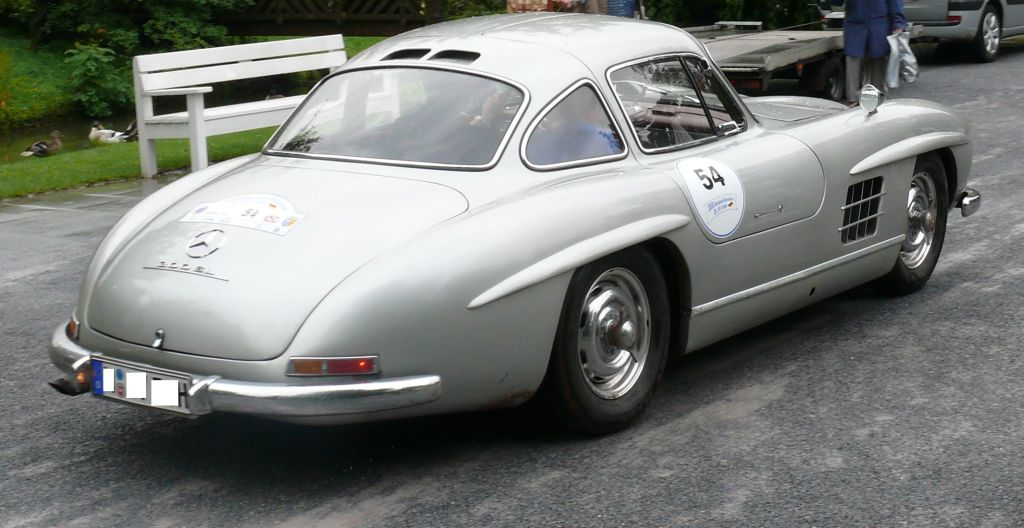
W198 coupé
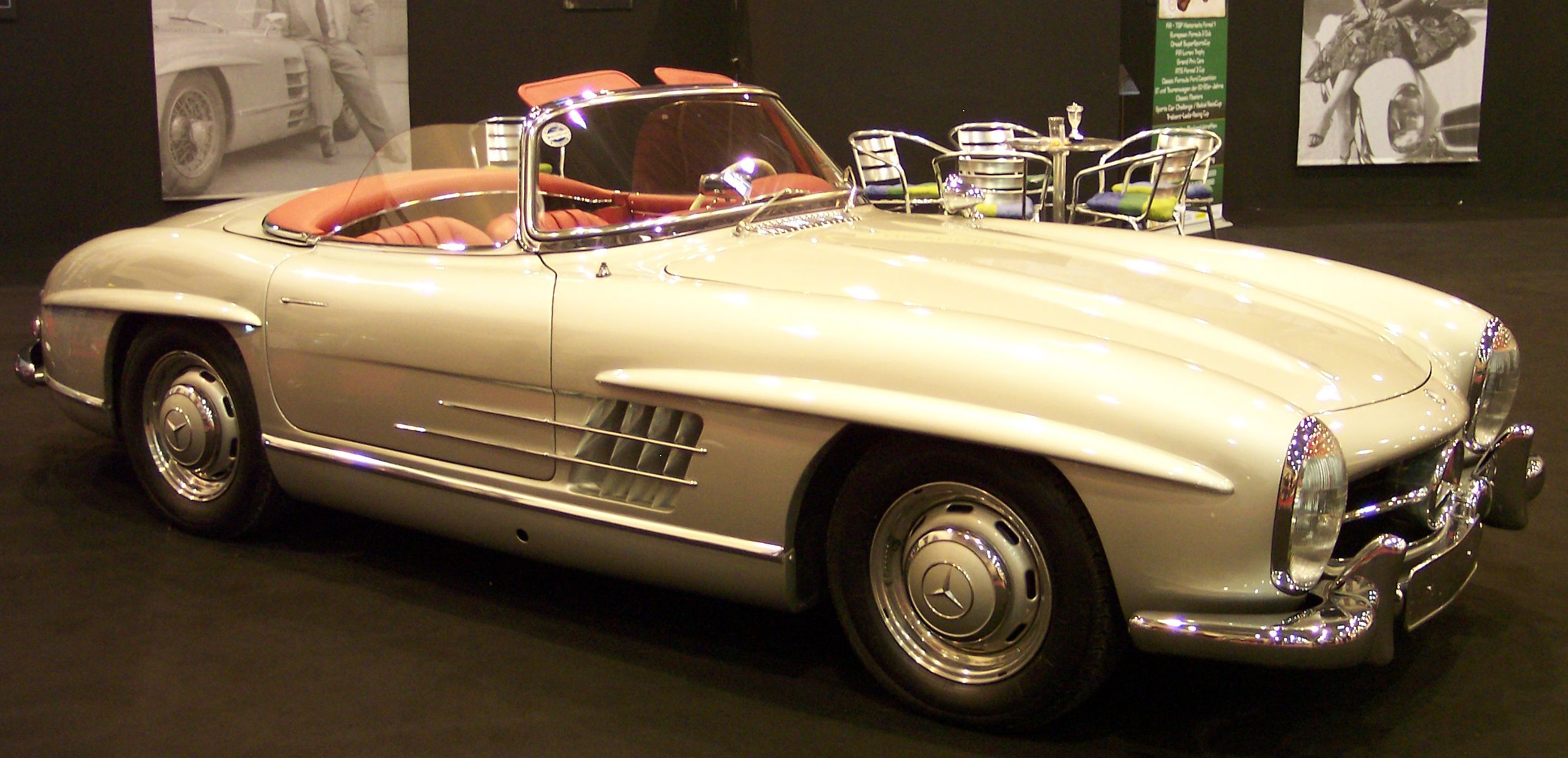
W198 roadster
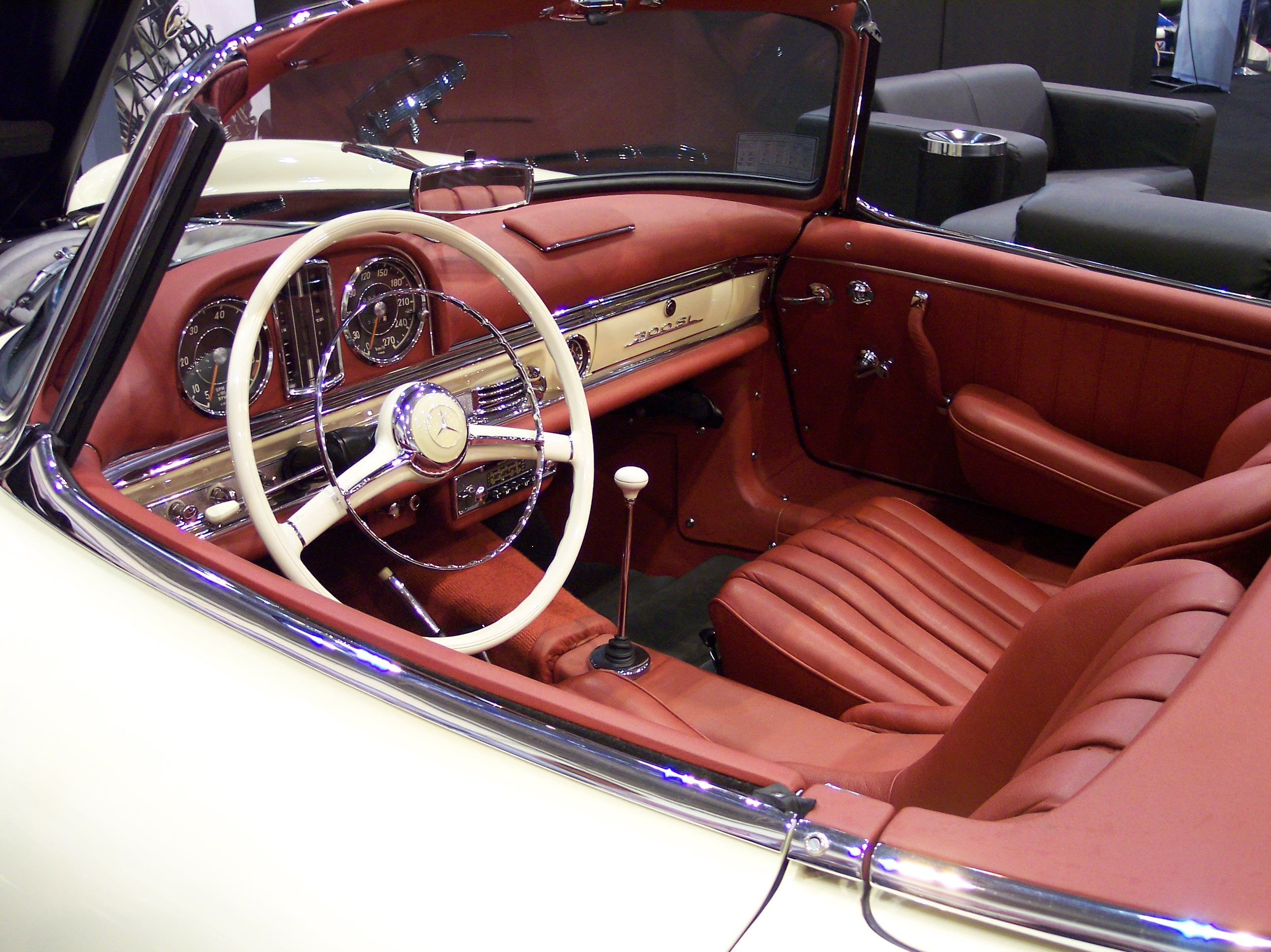
W198 inredning
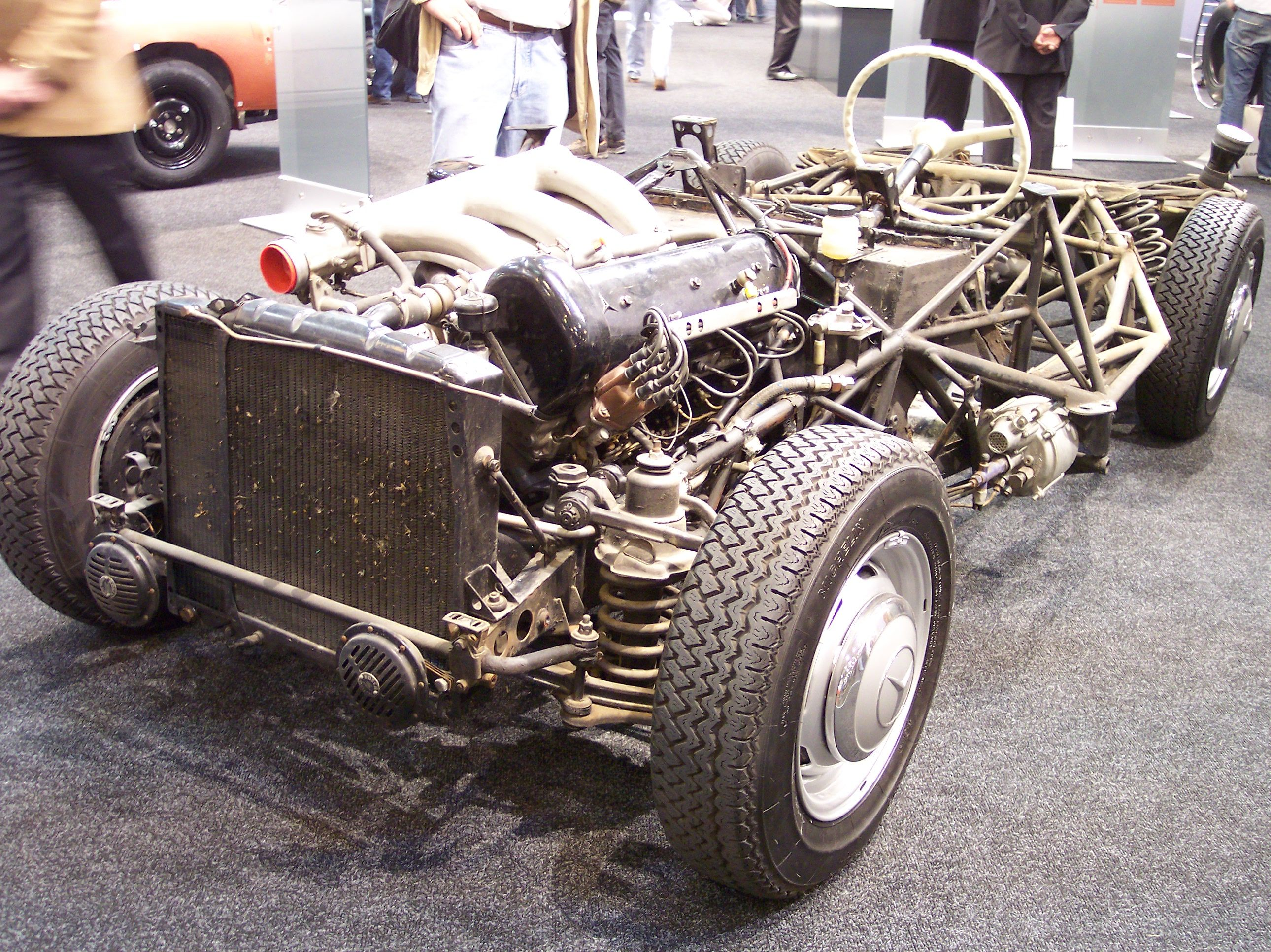
W198 fackverksram
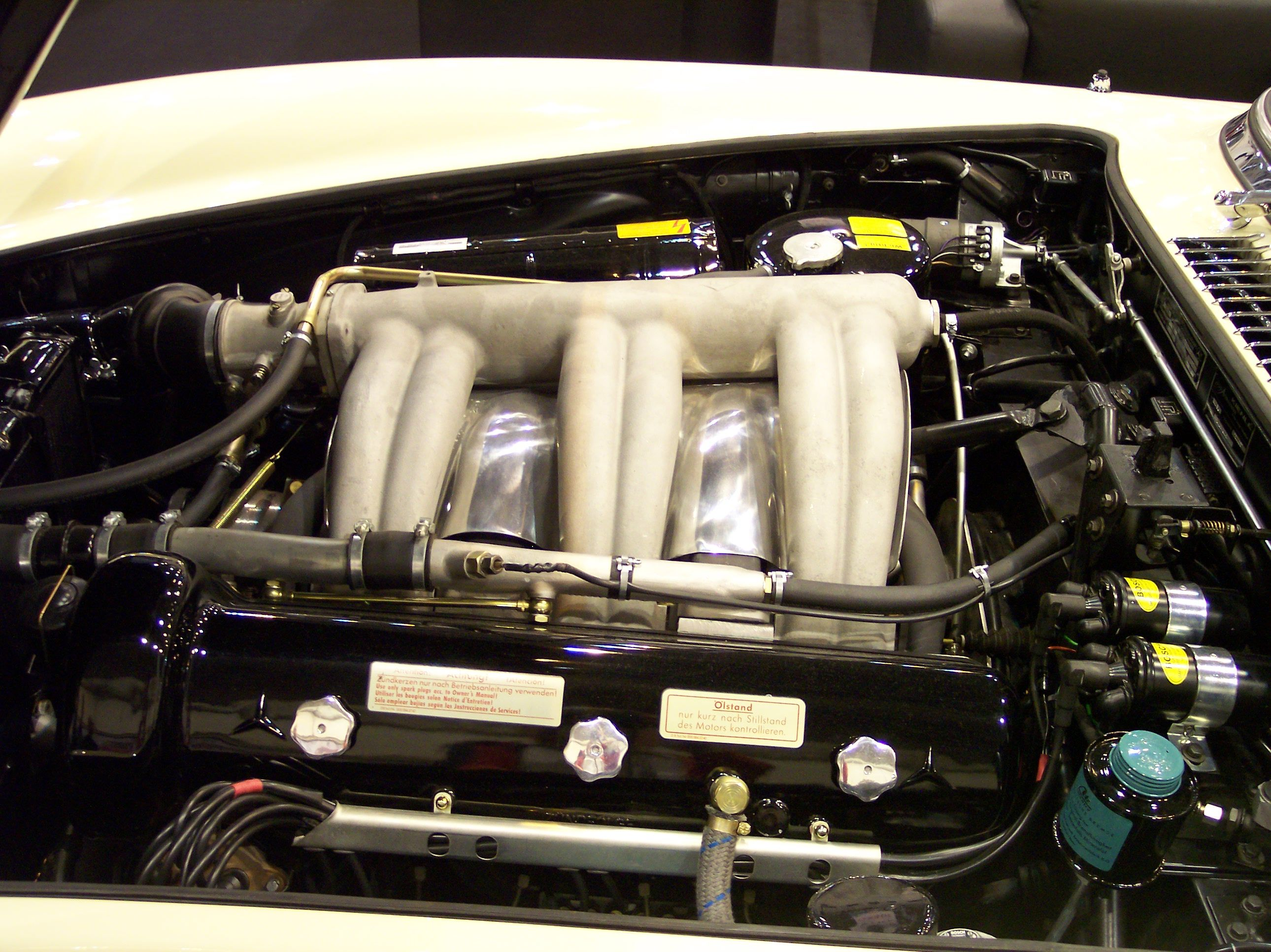
M198 motor